# Antioxidante polifenólico

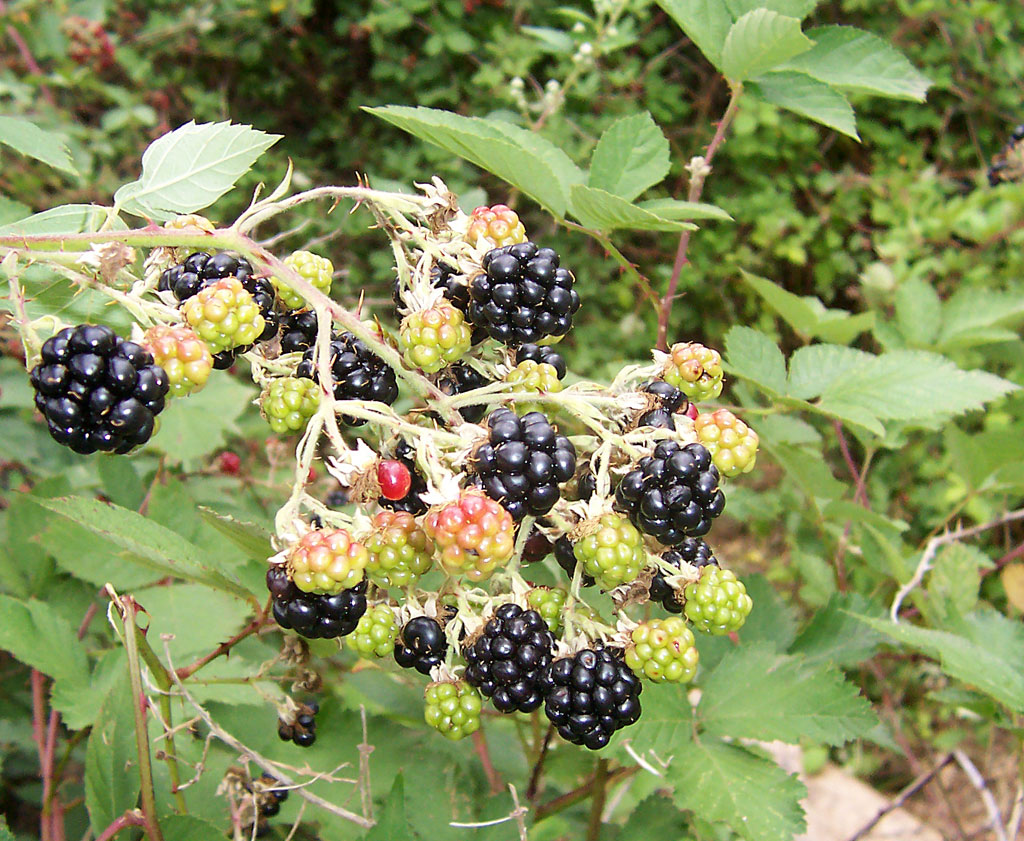
Moras

Un antioxidante polifenólico es un tipo de antioxidante con una subestructura de polifenoles. Con alrededor de 4000 especies diferentes, muchos de estos compuestos tienen una actividad antioxidante in vitro, pero es poco probable que ejerza papel antioxidante in vivo. Más bien, pueden afectar la señalización célula a célula, la sensibilidad del receptor, la actividad enzimática inflamatoria o la regulación génica.